# Divisão administrativa do Reino da Polônia

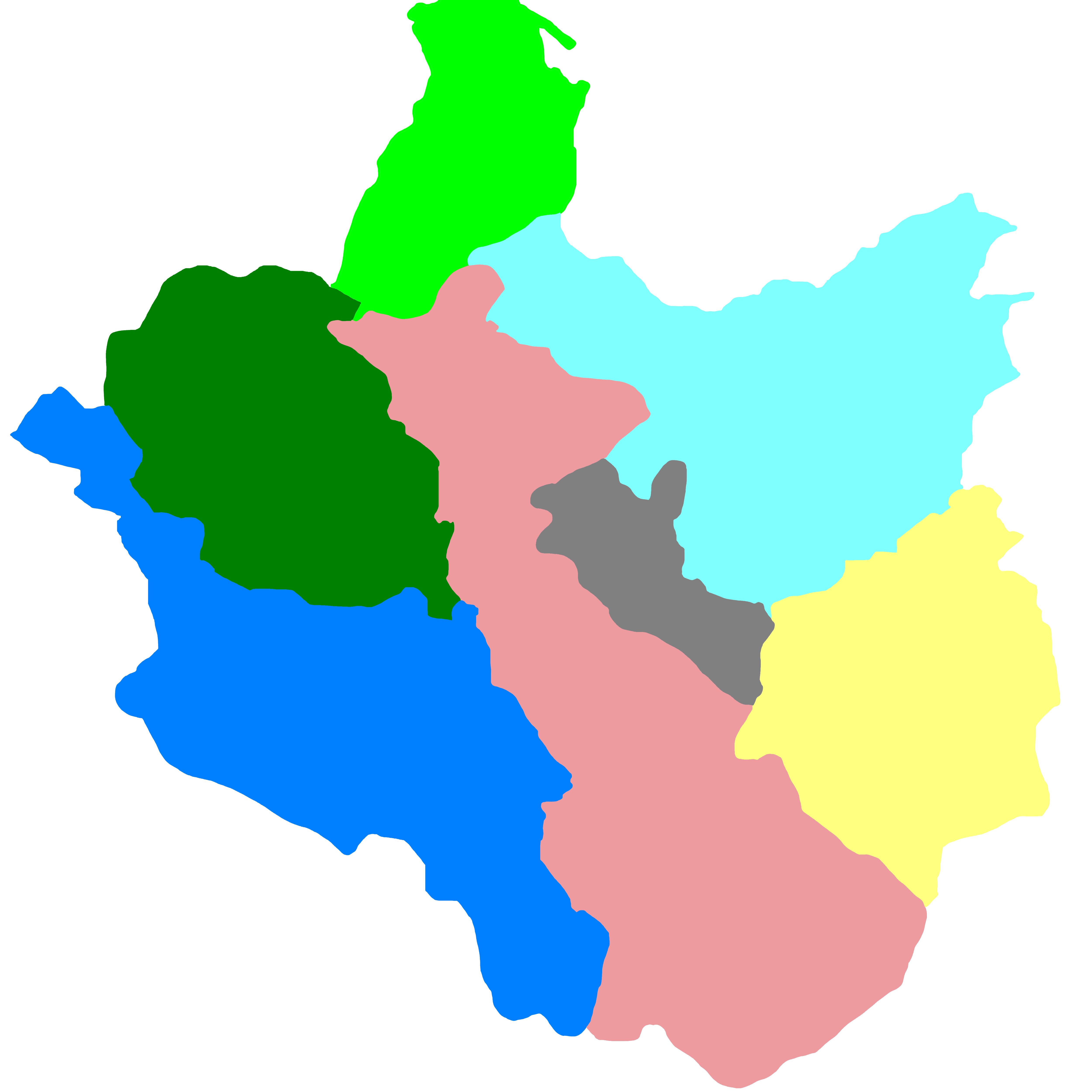
Fragmentação da Polônia entre os filhos de Bolesław:
A Província do Seniorado, composta da Grande Polônia Oriental, Pequena Polônia, Cujávia Ocidental, Terra de Łęczyca e Terra de Sieradz
Província da Silésia de Władysław II
Província da Mazóvia de Bolesław IV
Província da Grande Polônia de Mieszko III
Província de Sandomir de Henryk
Província da viúva de Bolesław, Salomea, composta da Terra de Łęczyca - para ser revertida à Província do Seniorado após sua morte
vassalos pomeranos do governo da Província do Seniorado

A divisão administrativa do Reino da Polônia evoluiu ao longo de vários séculos. 
No século III, o Testamento de Bolesław III Krzywousty, dividiu o Reino da Polônia em várias províncias (prowincja), nos seus primeiros anos. Os Estatutos de Wiślica no século XIV e os Estatutos de Casimiro, o Grande também utilizaram o termo província. Posteriormente, durante a unificação da Polônia após a fragmentação, as províncias - alguns delas por um período conhecido como ducados (ex. Ducado da Mazóvia) - ficou conhecida como terras (ziemia). 
De acordo com os Annales seu cronicae incliti Regni Poloniae ("Anais ou crônicas do famoso Reino da Polônia"), de Jan Długosz, no século XV, o Reino da Polônia foi dividido nas seguintes terras:
- ziemia krakowska (latim Terra Cracoviensis)
- ziemia poznańska (lat. Terra Posnaniensis)
- ziemia sandomierska (lat. Terra Sandomiriensis)
- ziemia kaliska (lat. Terra Calisiensis)
- ziemia lwowska (lat. Terra Leopoliensis)
- ziemia sieradzka (lat. Terra Siradiensis)
- ziemia lubelska (lat. Terra Lubliniensis)
- ziemia łęczycka (lat. Terra Lanciciensis)
- ziemia przemyska (lat. Terra Premisliensis)
- ziemia bełska (lat. Terra Belzensis)
- ziemia kujawska (lat. Terra Cuyaviensis)
- ziemia chełmska (lat. Terra Chelmensis)
- ziemia pomorska (lat. Terra Pomoranie)
- ziemia chełmińska (lat. Terra Culmensis)
- ziemia michałowska (lat. Terra Michaloviensis)
- ziemia halicka (lat. Terra Halicensis)
- ziemia dobrzyńska (lat. Terra Dobriensis)
- ziemia podolska (lat. Terra Podolie)
- ziemia wieluńska (lat. Terra Wyelunensis)

A maioria das ziemia's, por sua vez, foi transformada em voivodias (województwo) por volta dos séculos XIV e XV (ver voivodias da Polônia).
A divisão administrativa tornou-se mais clara na Coroa do Reino da Polônia (ver também Divisão administrativa da República das Duas Nações).